# Baulogistik
Die Baulogistik beschäftigt sich mit der speziellen Organisation von Baustellen. Sie ist Gegenstand der Ingenieurwissenschaften.

## Gegenstand der Baulogistik
Die Baulogistik als Teilgebiet der Logistik verbindet die betrieblichen Bereiche Koordination von Gewerken sowie Lagerung und Transportwesen. Sie beinhaltet zum einen die Versorgung des Projektes mit Baustoffen und deren terminliche Koordinierung zur Verarbeitung in dem zu erstellenden Bauwerk unterschiedlichster Kategorien (Hochbau, Tiefbau, Straßen- und Brückenbau). Sie beinhaltet zum anderen eine ganzheitliche Planung (hier Ablaufplanung), Steuerung, Durchführung, Bereitstellung, Optimierung und Kontrolle von Prozessen, der Ortsveränderung von Gütern, Personen und Transportmitteln und deren Umschlagplätze selbst. Sie sichert den quantitativen und qualitativen Erfolg von Bauprozessen und dient der Einsparung von Zeit-, Material- und Transportkosten. Im Bereich der Baustellenlogistik, also der logistischen Prozesse innerhalb bzw. auf der Baustelle, bietet die Modulbauweise große Vorteile, da in den raumbildenden Modulen bereits Materialien und Werkzeug sowie weitere vorgefertigte Elemente bei der Modulmontage mitangeliefert werden können.

## Anwendungsbeispiele
Bei einfacheren Bauvorhaben erfolgt die Koordination aller Gewerke sowie die Material- und Lagerverwaltung durch den Polier oder Bautechniker mit manuellen Hilfsmitteln oder mit einfachen EDV-Programmen. Bei komplexeren Bauvorhaben übernehmen spezialisierte Baulogistiker mit bauingenieurtechnischer Ausbildung diese Arbeit. Sie bedienen sich zunehmend technischer Hilfsmittel wie internetgestützter Termin- und Ressourcen-Planungsprogramme und Ortungsgeräten mit GPS. In Betracht kommt die Umsetzung eines Logistikkonzeptes etwa bei Projekten in beengten Bereichen z. B. bei Bauvorhaben mit Innenstadtlage (wenig Lagerplatz für Materialien und Baustelleneinrichtung).
Mit Hilfe der elektronischen Datenverarbeitung ist es möglich, diese Bereiche unter einer gemeinsamen Strategie zusammenzufassen. Für die schnelle Verteilung aktueller Baupläne und anderer relevanter Unterlagen (Verträge, ausgewählte Korrespondenz, Bemusterungsergebnisse, Besprechungsprotokolle, Termine) werden internetgestützte PCs genutzt, damit diese jedem berechtigten Beteiligten zum Download zur Verfügung stehen. Dies wird auch von den Bauleitern der ausführenden Firmen aller Gewerke genutzt, um eine kontinuierliche, schnittstellensaubere Abwicklung des eigenen Gewerkes im Zusammenhang mit der gesamten Baumaßnahme zu gewährleisten (bei Einhaltung der Abfolge). So können auch baubetriebliche und außerbetriebliche Bauprozesse in einer gemeinsamen Verwaltung integriert werden.
Die flexibel betriebene Flächenlogistik (als Teil der Gesamtlogistik eines Projektes) schafft terminliche und finanzielle Puffer durch vorübergehend vorgehaltene Lagermöglichkeiten. Generell wird versucht, überflüssige Transporte und Lagerkosten zu vermeiden. Bei guter Planung können Produkte und Einbauteile aus der Fertigung direkt an die Verarbeitungsstationen gebracht werden (Just-in-time-Produktion). Die Praxis zeigte jedoch, dass die reine Just-in-time-Produktion risikoreich und im Störfall kostenintensiv ist. Die Flächenlogistik fängt diese Risiken ab, um möglichst wenig Lagerflächen und Materialverwalter anmieten zu müssen.
Die Lagerlogistik wird mit der Terminplanung und dem Materialeinkauf verknüpft. Durch die Verteilung dieser vernetzten Informationen im Projektraum haben alle Fachabteilungen und Baustellenverantwortlichen die gleiche feste Informations- und Ausgangsbasis.